# Meridiano 5 E
O meridiano 5 E é um meridiano que, partindo do Polo Norte, atravessa o Oceano Ártico, Oceano Atlântico, Europa, Mar Mediterrâneo, África,  Oceano Antártico, Antártida e chega ao Polo Sul. Forma um círculo máximo com o meridiano 175 W.
Começando no Polo Norte, tem os seguintes cruzamentos:
| País, território ou mar | Notas                                                                 |
| ----------------------- | --------------------------------------------------------------------- |
| Oceano Ártico           |                                                                       |
| Oceano Atlântico        |                                                                       |
| Noruega                 | Várias ilhas, incluindo Bremangerlandet, Sula e Sotra, e o continente |
| Mar do Norte            |                                                                       |
| Países Baixos           | Ilha de Vlieland                                                      |
| Mar de Wadden           |                                                                       |
| Países Baixos           |                                                                       |
| Bélgica                 |                                                                       |
| França                  |                                                                       |
| Mar Mediterrâneo        |                                                                       |
| Argélia                 |                                                                       |
| Níger                   |                                                                       |
| Nigéria                 |                                                                       |
| Oceano Atlântico        |                                                                       |
| Oceano Antártico        |                                                                       |
| Antártida               | Terra da Rainha Maud, reclamada pela Noruega                          |